# Lihmes Gård
Lihmes Gård er en nyklassisistisk[kilde mangler] ejendom beliggende Kongens Nytorv 18 i København. Den huser i dag Restaurant Fiat i stueetagen og it-konsulenthuset Nine i de øvrige etager.[kilde mangler]

## Historie
Huset blev opført i 1768 for brændevinsbrænder Christian Rasmussen Lihme og tilskrives arkitekten Hans Næss (1723-1795).
Fra 1852 til 1860 var skuespilleren Adolph Rosenkilde blandt ejendommens beboere. I 1856 blev han tilknyttet Det Kongelige Teater på den anden side af pladsen. Komponisten Peter Heise boede kortvarrigt på adressen i 1866-1867.

## Arkitektur
Bygningen er et nyklassisistisk borgerhus i fire etager og fem fag bredt. De midterste tre fag fremstår som en risalit dekoreret med relief med Poseidon mellem mellem anden og tredje etage. Relieffet flankeres af to portrætmedaljoner placeret på yderfagene.